# Санс Брис, Анхель
Анхель Санс Брис (исп. Ángel Sanz Briz; 28 сентября 1910 — 11 июня 1980) — дипломатический деятель франкистской Испании в годы Второй мировой войны. Он спас жизни около пяти тысяч венгерских евреев, избавив их от депортации в Освенцим. За свою деятельность по спасению евреев получил прозвище «ангел Будапешта».

## Ранний период жизни
Анхель Санс Брис родился 28 сентября 1910 года в Сарагосе. Получил степень юриста в Мадридском университете Комплутенсе, а затем в 1933 году поступил в дипломатическую школу в Мадриде. 
В начале гражданской войны в Испании присоединился к фракции националистов, став работать водителем грузовика в одном из подразделений армии Франсиско Франко, созданном в 1937 году, которым командовал генерал Хуан Ягуэ. При этом республиканское правительство официально уволило его со службы только 1 апреля 1937 года, когда он уже давно перешёл на сторону врага в гражданской войне.

## Карьера дипломата
После окончания учёбы в Мадриде начал свою карьерный дипломатический путь в Каире. 
В 1942 году перевёлся в Будапешт, где стал первым секретарём испанского представительства, а летом 1944 года — поверенным в делах. В период с июня по декабрь 1944 года он и его помощники выдали поддельные испанские паспорта 5200 евреям, тем самым спасая их от депортации в концлагеря, проводимой нацистами и салашистами. Изначально он сумел выдать поддельные документы 200 семьям (хотя начальство дало ему разрешение на 200 человек, а не целых семей), постепенно доведя их количество до 5200 человек. В некоторых случаях он приобретал дома в Будапеште за свой счет, чтобы предоставить убежище еврейским беженцам, тем самым сохранив их жизни. На этих жилищах вывешивались флаги Испании и уведомления, что они являются собственностью испанского посольства.
Анхель Санс Брис убедил венгерские власти в том, что Испания под руководством председателя правительства Мигеля Примо де Риверы предоставила испанское гражданство потомкам сефардских евреев, изгнанных из Испании в 1492 году. Примо де Ривера издал такой указ 20 декабря 1924 года, но он был отменен в 1930 году, о чём венгерские власти не знали. Анхель Санс Брис отчитывался о своих действиях в МИД Испании, которое сохраняло молчание, но при этом и не запрещало выдавать паспорта евреям. В августе 1944 года, основываясь на рассказах двух сбежавших французских пленных, он направил своему правительству отчет с подробным описанием геноцида в концентрационном лагере Освенцим.
В конце 1944 года, когда Красная армия приблизилась к Будапешту, Анхель Санс Брис был переведён в Швейцарию. В испанском представительстве его сменил итальянец Джорджо Перласка, который выдавал себя за консула, продолжал выдавать испанские документы для евреев и помогал им покинуть страну.
Анхель Санс Брис работал дипломатом в Сан-Франциско и Вашингтоне, послом в Лиме, Байонне, Берне, Гватемале, Гааге, Брюсселе и Китае (в 1973 году стал первым послом Испании в этой стране). В 1976 году его перевели в Рим, где он занял должность посла Испании при Святом Престоле. 
Анхель Санс Брис лично рассказывал, как ему удалось спасти жизни многих евреев, в книге Федерико Исарта «Los judíos en España» (1973). В 2011 году по мотивам его биографии вышел испанский телесериал «El ángel de Budapest», основанный на книге Диего Карседо «Un español Frente al Holocausto».

## Смерть и признание
Анхель Санс Брис скончался 11 июня 1980 года в Риме. В 1991 году он был признан Праведником народов мира израильским музеем Яд ва-Шем. В 1994 году правительство Венгрии наградило его посмертно Орденом Заслуг. В 2015 году улица Будапешта была переименована в его честь и стала называться «Angel Sanz Briz Avenue».